# Вестник федерального законодательства (Германия)
Вестник федерального законодательства (нем. Bundesgesetzblatt, произношениео файле) Германии — официальное печатное и электронное издание, предназначенное для публикации федеральных нормативных правовых актов Федеративной Республики Германии.

## Предшественники
Предшественниками Вестника федерального законодательства Германии являлись:
- 1867—1871 год: Вестник федерального законодательства Северогерманского союза (нем. Bundesgesetzblatt des Norddeutschen Bundes), учреждённый на основе соответствующего постановления, подписанного 26 июля 1867 года (публикации: 1—606)
- 1871 год: Вестник федерального законодательства Германского союза (нем. Bundesgesetzblatt des Deutschen Bundes) (публикации: 607—635)
- 1871—1945 год: Вестник имперского законодательства Германской империи,  Веймарской республики и Третьего рейха (нем. Reichsgesetzblatt) (публикации: начиная с 636)

Номера вестников и публикаций в них были сквозными.

## Правовая основа и структура
Правовую основу Вестника федерального законодательства составляет статья 82 основного закона Германии, гласящая, что законы и правительственные распоряжения после их подписания публикуются в Вестнике федерального законодательства.
Вестник издаётся в трёх частях:
1. Часть I: собственно федеральные законы, указы и распоряжения бундеспрезидента, акты бундестага и бундесрата и другие нормативные документы федерального значения
2. Часть II: международные договоры и соглашения, действующие на территории Германии
3. Часть III: сборники федеральных законов.

Официальной публикацией по-прежнему считается лишь её печатная версия.

## Публикации и открытый доступ к ним
На официальной веб-странице Вестника федерального законодательства каждый желающий без предварительной регистрации может бесплатно и в полном объёме ознакомиться с электронным вариантом части I издания. Функции поиска, копирования, печати, скачивания файлов, просмотра прежних версий законов, а также частей II и III Вестника доступны только в рамках платного абонемета. Ситуация, когда частная издательская фирма, с 2006 года принадлежащая группе DuMont, определяет порядок доступа к текстам законов Германии, вызывает критику со стороны сторонников полной открытости этих документов, а с конца 2018 года подобная возможность предлагается на страницах одной из некоммерческих организаций. К 2022 году министерство юстиции Германии планирует расторгнуть договор с издательским домом, ответственным за выпуск Вестника, и публиковать его только в электронной форме, для чего необходимо предварительное изменение статьи 82 основного закона.

## Галерея

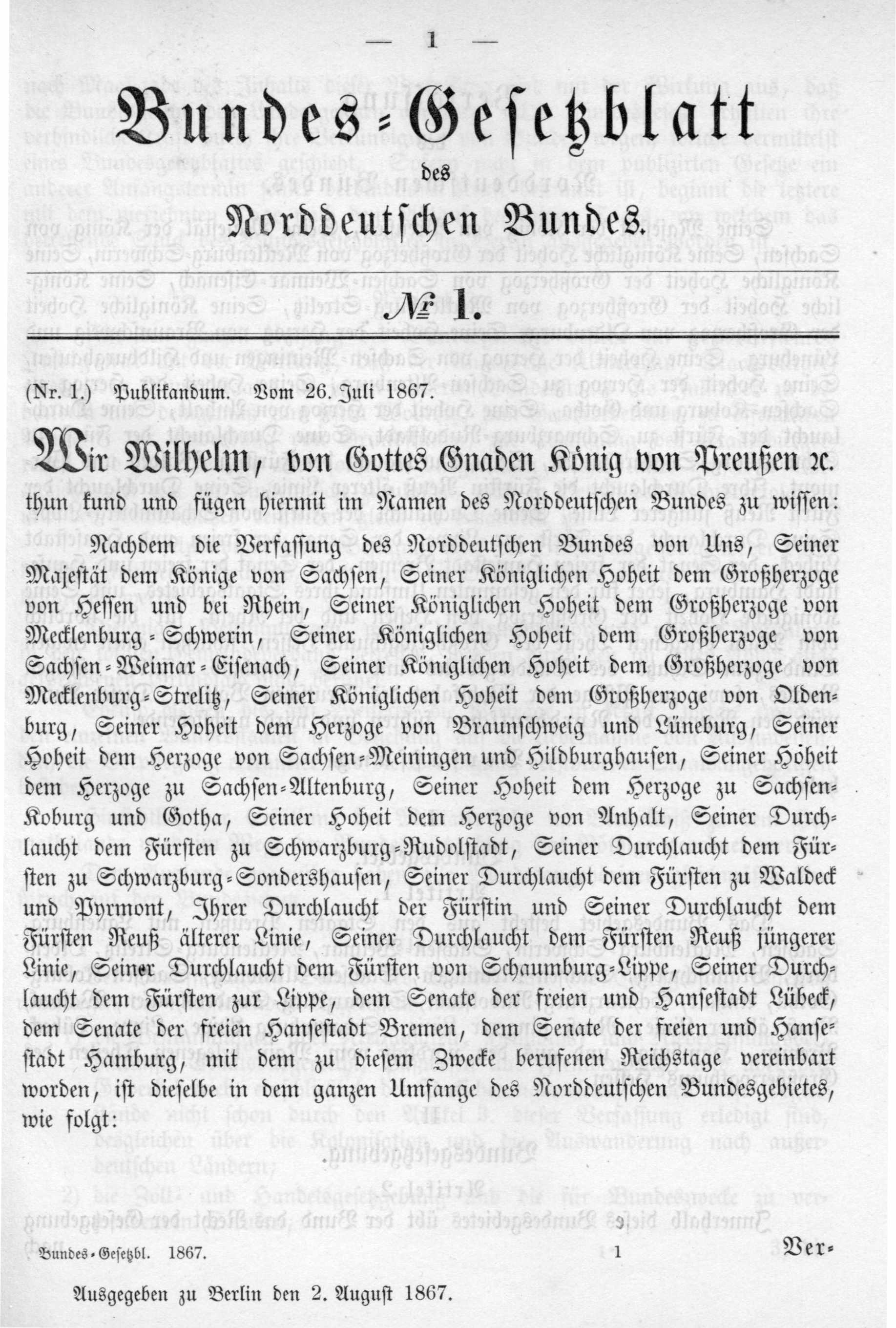
Первый номер Вестника федерального законодательства Северогерманского союза
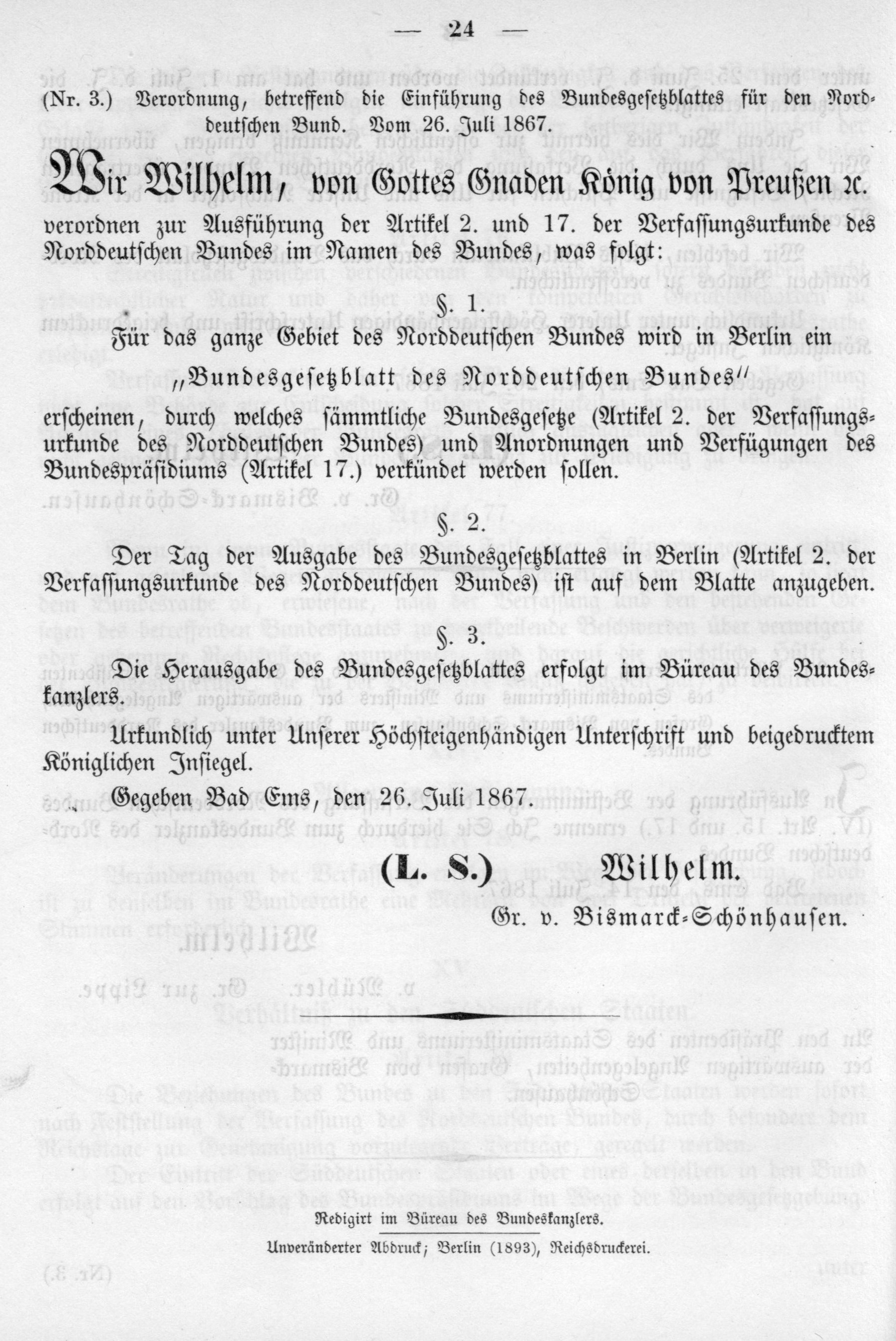
Постановление об издании Вестника федерального законодательства Северогерманского союза
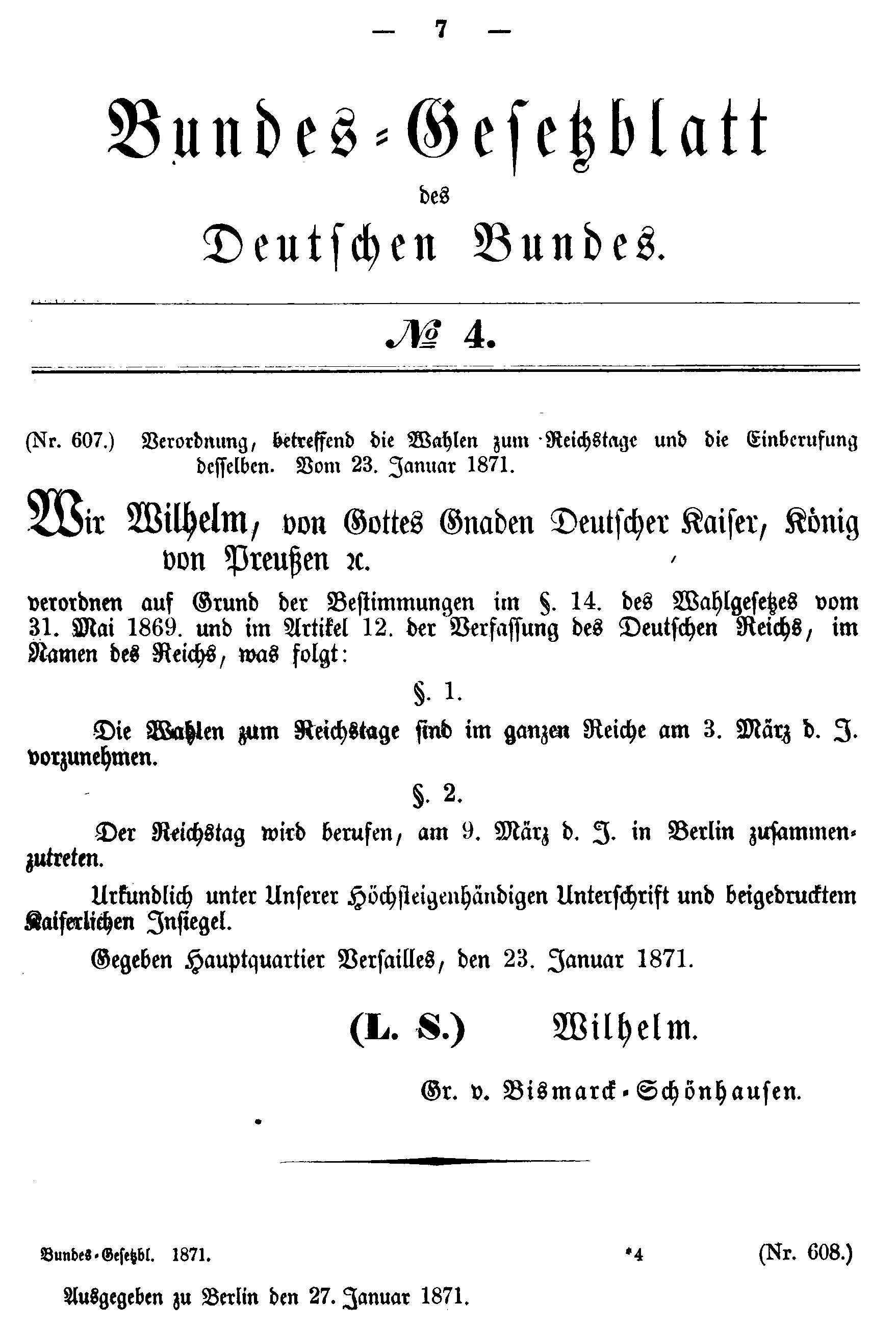
Первый номер Вестника федерального законодательства Германского союза
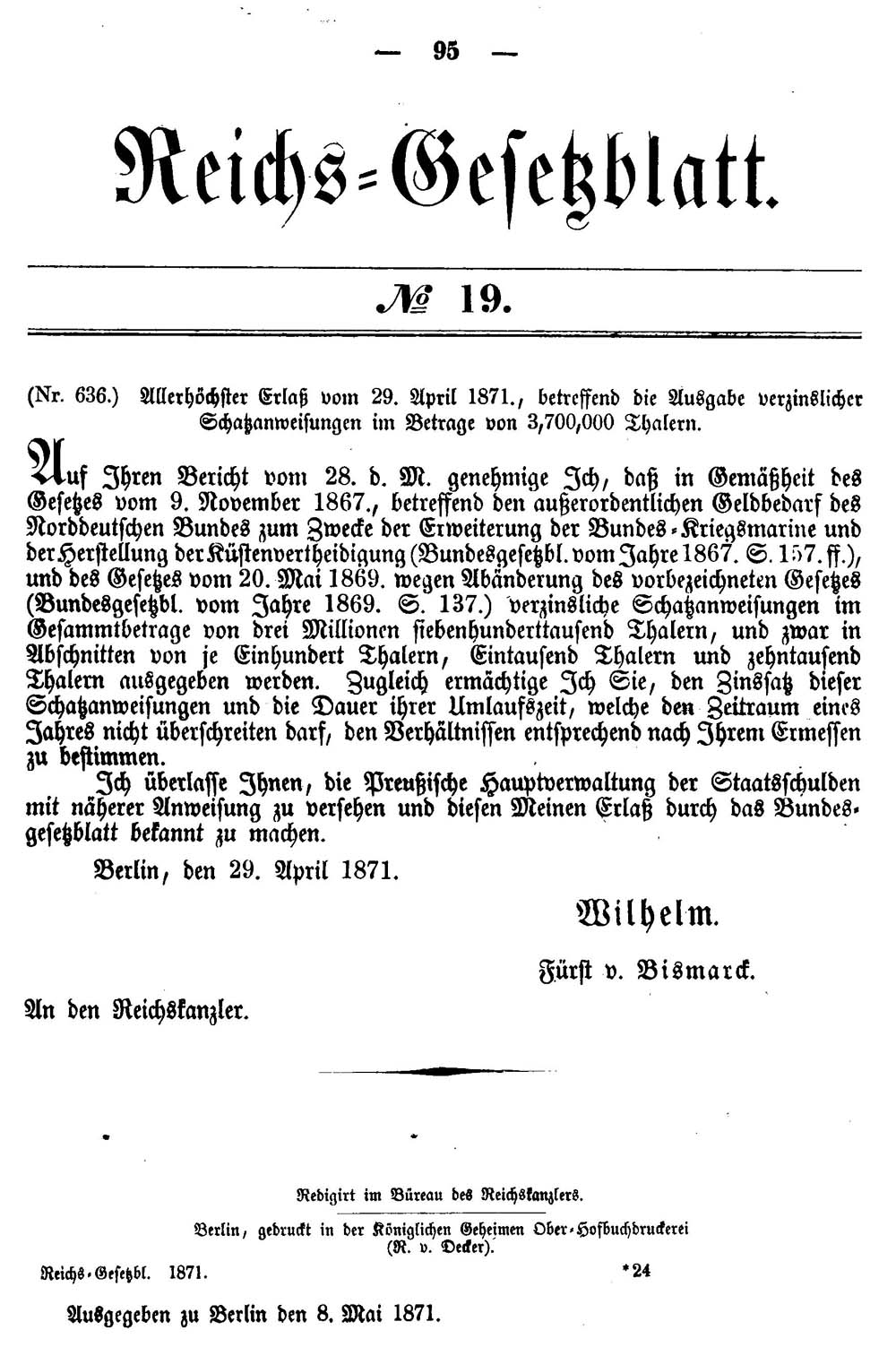
Первый номер Вестника имперского законодательства Германской империи